# Rohanský ostrov

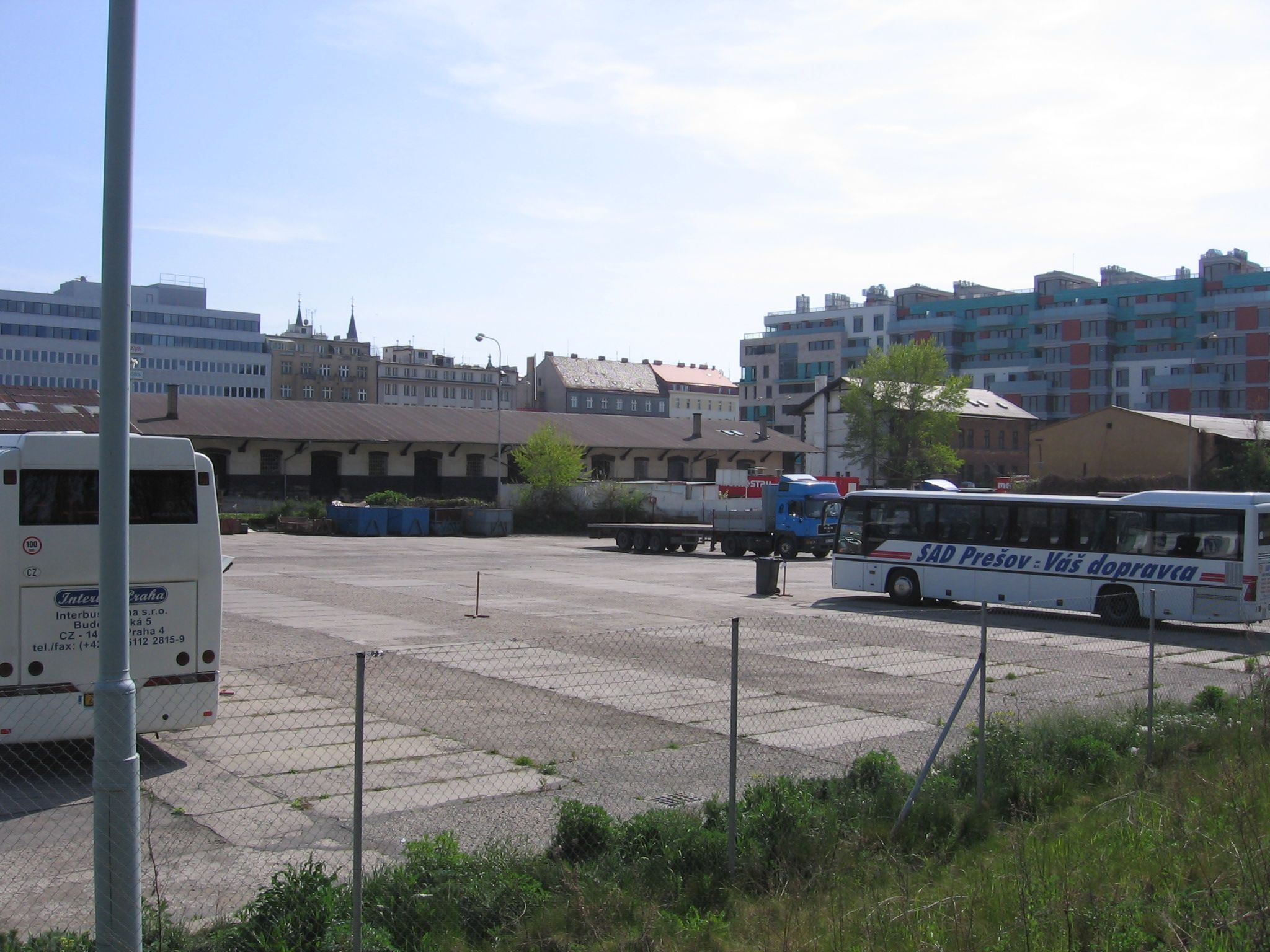
Budovy nádraží

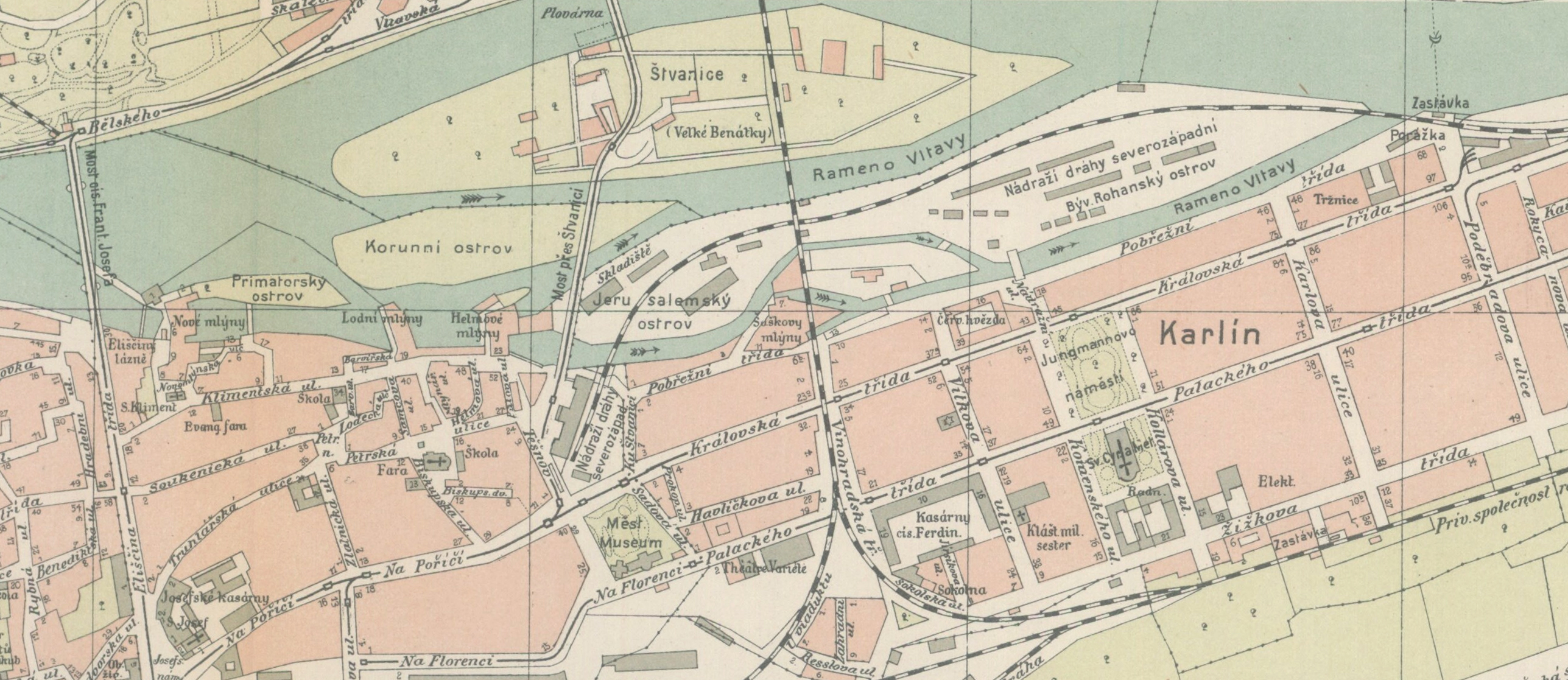
Vltava u Karlína kolem roku 1910, kdy byl Rohanský ostrov pravým ostrovem

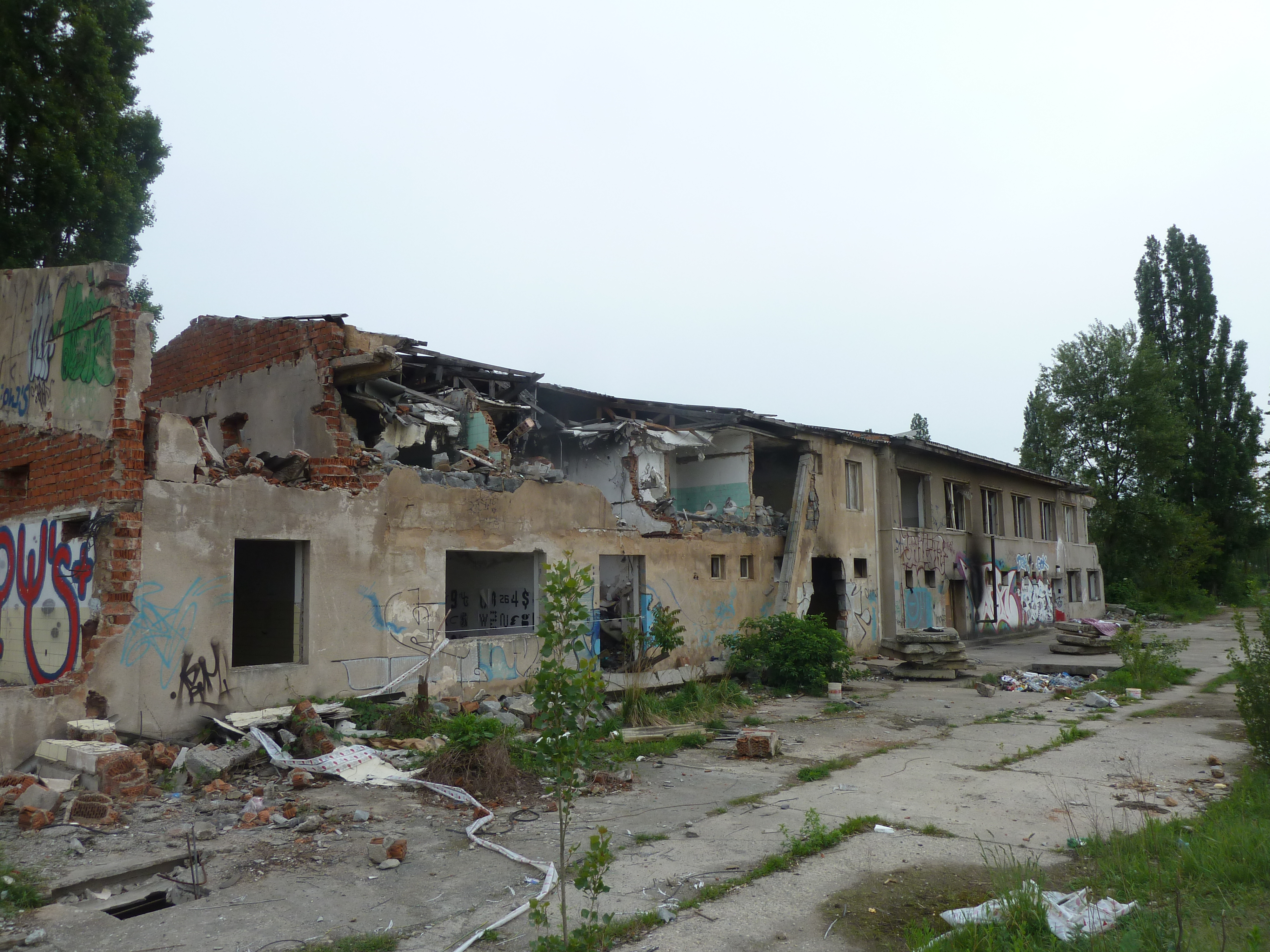
Ruina na Rohanském ostrově

Rohanský ostrov je někdejší vltavský ostrov, dnes část Karlína v Praze 8.

## Historie
Ostrov vznikl po roce 1550 na místě starého říčního nánosu. V době svého největšího rozsahu sahal od Těšnova až po dnešní Šaldovu ulici. Kolem roku 1900 byl na západním konci spojen s ostrovem Jerusalemským. Při rozsáhlé maninské regulaci (asi 1920–1930) pak byl Rohanský ostrov spojen s Libeňským a oba tyto ostrovy byly spojeny na jedné straně s karlínským pobřežím, na druhé s územím Manin. Zhruba v místech někdejšího ramene mezi Rohanským ostrovem a Karlínem dnes vede ulice Rohanské nábřeží.

## Skládka a revitalizace
Rohanský ostrov byl po dlouhá léta černou skládkou. V době výstavby pražského metra sloužily tyto prostory jako deponie pro ukládání materiálu z výkopů. V roce 1999 byly zahájeny rozsáhlé úklidové práce za účelem revitalizace ostrova. Nyní zde postupně vznikají administrativní a obytné budovy (Danube House, Nile House) a sportovní plochy.

## Plány na zástavbu ostrova
V rámci protipovodňových opatření je plánováno, že některá ramena Vltavy budou obnovena a část území se stane opět ostrovem.
V průběhu roku 2007 bylo Magistrátem hl. m. Prahy vyhlášeno výběrové řízení na developerskou firmu, která v rámci existujícího regulačního plánu vytvoří projekt na budoucí využití ostrova . Magistrátní komise rozhodla, že nabídky přihlášených firem nejprve vyhodnotí advokátní kancelář Jansta, Kostka a spol. Ta doporučila, aby ze 17 přihlášených firem postoupily do druhého kola pouze tři: Konsorcium Rohan ze skupiny Sekyra Group, Development Pobřežní ze skupiny J&T a Avenzo Vice. Členka komise Markéta Reedová (SNK-ED) navrhla, aby firem postoupilo více, ostatní členové komise však její návrh zamítli. Cenovou nabídku tedy daly pouze tři firmy. Vítězem se stala společnost Konsorcium Rohan, která nabídla 8567 korun za metr čtvereční. Malá firma s vlastním kapitálem 712 tisíc korun tak podepsala s městem smlouvu na koupi pozemku za 1,7 miliardy korun. Frekvence splátek i jejich výše jsou podle Luďka Sekyry předmětem obchodního tajemství. Zástavní právo k podílu skupiny Sekyra Group v Konsorciu Rohan má spořitelní družstvo Moravský peněžní ústav. V roce 2009 vykázala společnost Konsorcium Rohan ztrátu 8 milionů korun a závazky společnosti převyšovaly o 13 milionů korun účetní hodnotu aktiv (záporný vlastní kapitál). V roce 2013 má Konsorcium Rohan poprvé zaplatit Magistrátu hl. m. Prahy cca 3,5 milionu korun, tj. cca 0,2% celkové kupní ceny.
Plán na částečnou zástavbu ostrova kritizují občanská ekologická sdružení, v Zastupitelstvu hl. m. Prahy proti němu vystoupili zástupci Strany zelených. Hlavním argumentem proti výstavbě obytných a kancelářských bloků je riziko nárůstu dopravního zatížení této části Prahy. Protože je větší část ostrova v majetku města Prahy, kritici tvrdí, že by měl být využitý ve prospěch veřejnosti, ne pro komerční výstavbu. Také připomínají, že předpokládaný zisk (magistrát neoficiálně hovoří o 4 miliardách Kč) bude významně snížen nutnými investicemi do uliční sítě a obnovy říčního ramene. Do nákladů je třeba započítat také vybudování protipovodňové hráze a výkupy pozemků, které proběhly před vyhlášením tendru.

### Rohan City
V roce 2021 zde začala výstavba bytového a kancelářského komplexu Rohan City. Nachází se na bývalém brownfieldu mezi ulicí „Rohanské nábřeží" a zdejší cyklostezkou A2 vedoucí podél Vltavy. Zahrne přibližně 2500 bytů pro 3500 lidí a také kanceláře. Počítá se, že výstavba všech fází zabere až 15 let. Do čtvrti bude investovat skupina Sekyra Group přibližně 10 miliard korun.

## Další názvy
- Rottenhanský
- Köpplův
- Primátorský staroměstský (nezaměňovat s Primátorským ostrovem)
- Šaškovský (podle majitele, duplicitně s Kamenským ostrovem)
- Švihovský[21]

## Stavby
- Bývalá celnice a sklad Severozápadní dráhy